# Восточноалгонкинские языки

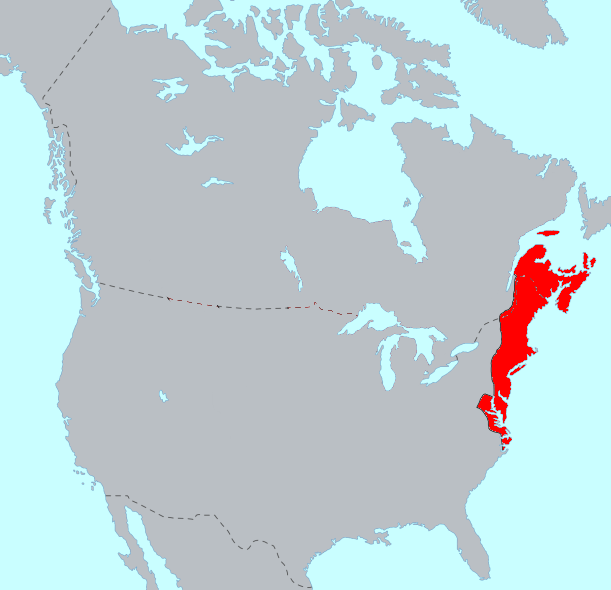
Изначальная территория

Восточноалгонкинские языки — подгруппа в составе алгонкинских языков. До появления европейцев насчитывала как минимум 17 языков, распространённых на Атлантическом побережье от современных Приморских провинций (Канада) до Северной Каролины (США) и прилегающих континентальных территориях. Изученность отдельных языков подгруппы сильно варьируется, некоторые известны лишь по кратким упоминаниям в одном-двух документах. К настоящему времени сохранились лишь 4 языка восточноалгонкинских языка: микмак (10 тыс. носителей), малесит-пассамакводди (600 носителей), делаварские и западноабенакские (у обоих менее 10 носителей).
Восточноалгонкинские языки являются единственной в своей группе общностью, конституированной по генетическому принципу. Две других подгруппы алгонкинских языков, равнинная и центральная, сформированы на основе географической близости.

## Классификация
Ниже приведена консенсусная классификация известных восточноалгонкинских языков и диалектов по Годдарду (1996) с некоторыми изменениями (в частности, как отдельные языки трактуются наррагансеттский и массачусетский идиомы). Место в классификации ряда малоизученных языков (особенно южноновоанглийских) нужно понимать как весьма условное.
Микмакский язык.
Абенакская микрогруппа
Восточноабенакский язык (также известен, как абенаки и абенаки-пенобскот)
- Пенобскотский диалект
- Каниба
- Арусагантикукский диалект
- Пигуокетский диалект

Западноабенакский язык (также известен, как абнаки, абенаки и абенаки-пенобскот)
Малесит-пассамакводди
- Малеситский диалект
- Пассамакводди

Этчеминский язык (положение сомнительно)
Южноновоанглийская микрогруппа
Массачусетский язык
- Североприбрежный диалект
- Натикский диалект
- Вампаногский диалект
- Наусетский диалект
- Коуэситский диалект

Лоуп А (возможно, нипмакский)
Лоуп Б (неизвестен)
Мохеганско-пекотский язык
- Мохеганский диалект
- Пекотский диалект
- Ниантикский диалект
- Монтокский диалект
- Шиннекокский диалект (положение сомнительно)

Квирипи-ногатак-унквачогский кластер
- Квирипи
- Ногатакский диалект
- Унквачогский диалект

Делаварская микрогруппа
Могиканский язык
- Стокбриджский диалект
- Моравский диалект

Делаварские языки
Мунси
- диалект мунси
- диалект уоппинджер

Унами
- Североунамийский диалект
- Южноунамийский диалект
- Уналачтигоский диалект

Нантикокский язык

- Нантикокский диалект
- Пискатауэский (конойский) диалект
- Чоптанкский диалект

Поухатанский язык (также известен как виргинский алгонкинский)
Памлико (также известен как памтико и каролинский алгонкинский)